# Павел Јаблочков
Павел Николајевич Јаблочков (рус. Павел Николаевич Яблочков, 14. септембар 1847 – 31. март 1894) био је руски инжењер електротехнике, бизнисмен и проналазач.

## Биографија
Јаблочков је дипломирао 1866. године као војни инжењер на Николајевском инжењерском институту, садашњем Војном инжењерско-техничком универзитету (Военный инженерно-технический университет), а 1869. године на Техничкој галванској школи у Санкт Петербургу. После одслужења војног рока, Јаблочков се настанио у Москви 1873, где је постављен за шефа Телеграфске канцеларије на железничкој прузи Москва- Курск. Отворио је радионицу за експерименте у електротехници, која је поставила темеље за његове будуће проналаске у области електричног осветљења, електричних машина, галванских ћелија и акумулатора.
Јаблочковљев главни проналазак био је први модел лучне лампе који је елиминисао механичку сложеност конкурентских светала која су захтевала регулатор за управљање напонским луком. Исте године је отишао у Париз где је направио индустријски узорак „електричне свеће“ (француски патент № 112024, 1876). У Паризу је своју идеју лучног светла развио у комплетан систем електричног осветљења који је покретао динамо једносмерне струје опремљен инвертором за снабдевање једнофазном наизменичном струјом. Прва јавна употреба Јаблочковљевог система била је у октобру 1877. године у Паризу. До 1880. године, систем је нарастао на 120 лампи са 84 упаљене истовремено покретане парном машином од 100 коњских снага и радио је сваке ноћи две и по године.
Изложба у Паризу 1878. године пружила је Јаблочкову јединствену прилику да направи спектакуларну демонстрацију за светску публику, а због промоције коју је радио Граме, успео је да постави 6 лучних светала дуж 0,8 km Avenue de l'Opéra. Први пут је упаљен у фебруару 1878. Утицај демонстрација у Паризу 1878. био је пад вредности акција гасних компанија које се нису опоравиле све до 1880. Француски, енглески и амерички бизнисмени брзо су основали компаније које су лиценцирале Јаблочковове патенте.
Од средине 1880-их, Јаблочков се углавном бавио проблемима производње електричне енергије. Конструисао је такозвану „магнетну динамо електричну машину“, која је имала већину карактеристика савременог индуктора. Јаблочков је извршио опсежна истраживања о трансформацији енергије горива у електричну енергију, предложио је галванску ћелију са алкалним електролитом и направио регенеративну ћелију (тзв. аутоакумулатор).
Јаблочков је учествовао на изложбама електротехнике у Русији (1880. и 1882.), Паризу (1881. и 1889.) и Првом међународном конгресу електричара (1881). 
За учешће на изложби и конгресу одликован је француским Орденом Легије части.

## Лични живот
Јаблочков је био активни масон. Инициран је 1876. у Врховни савет Француске шкотског обреда. Основао је нову ложу под Врховним саветом познату као „Космос“ 25. јуна 1887. Тиме се надао да ће привући младе и богате руске емигранте у Париз. Један од чланова његове ложе био је Максим Ковалевски, који ће касније помоћи да се масонство врати у Русију.

## Наслеђе
СССР је 1947. увео Јаблочковову награду за најбољи рад у области електротехнике.
По њему је назван кратер Јаблочков на Месецу.